# Ossiloop

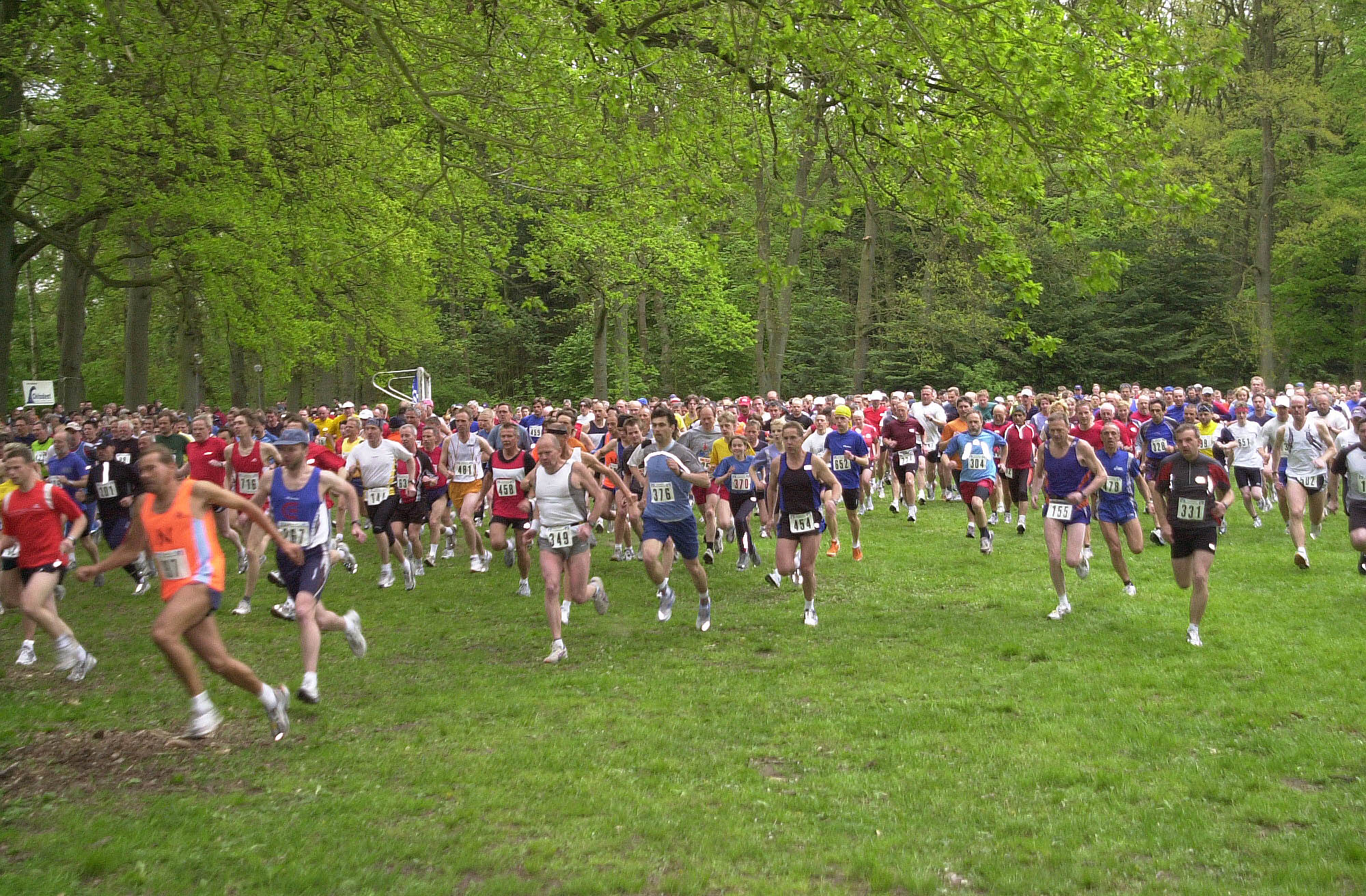
Start des Ossiloop im Julianenpark in Leer.

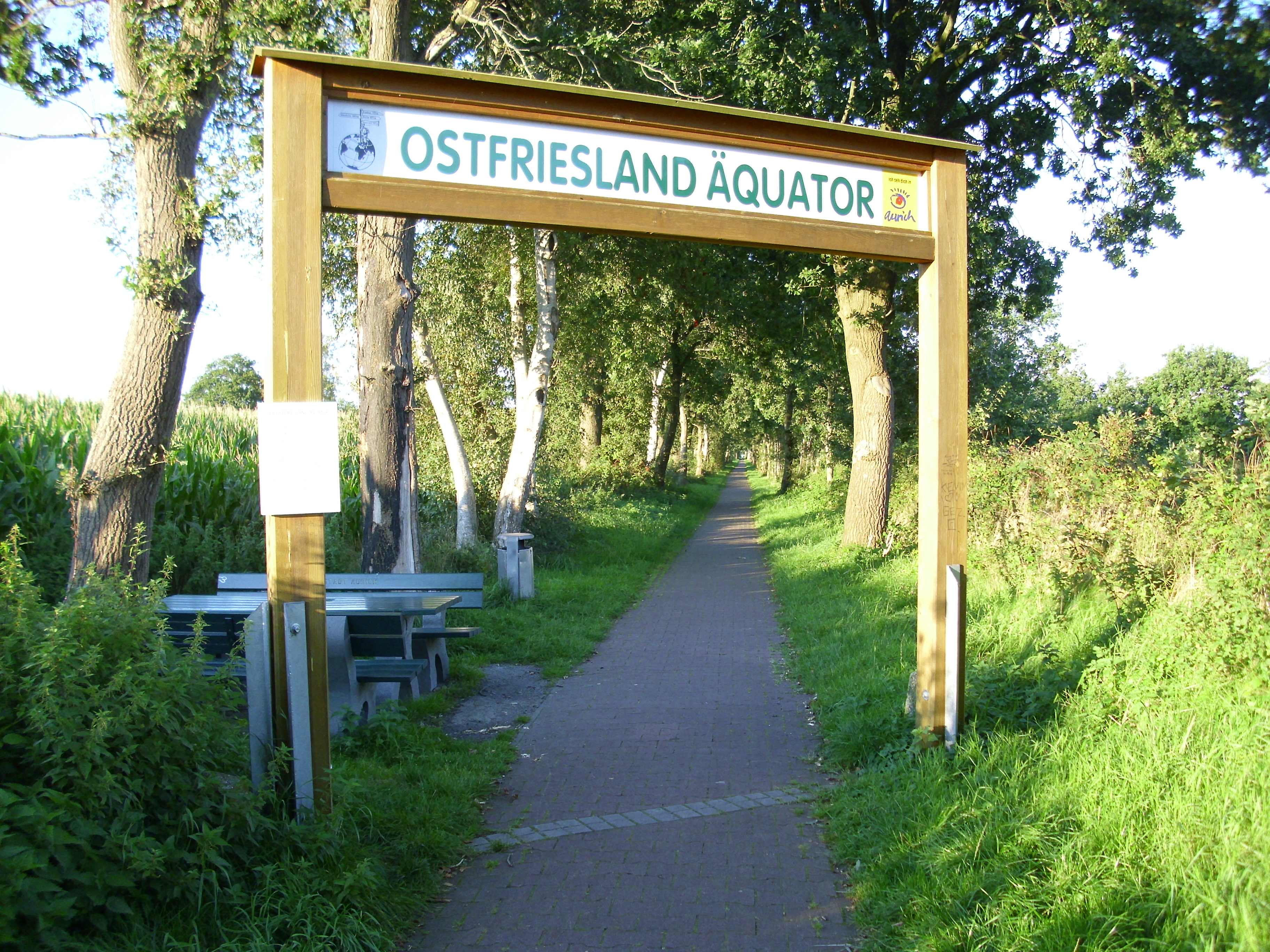
Die Strecke führte auch über den Ostfriesland-Äquator zwischen Sandhorst und Plaggenburg.

Der Ossiloop ist eine Laufveranstaltung in Ostfriesland, die sich über drei Wochen im Mai eines jeden Jahres hinzieht.

## Geschichte
Der Etappenlauf wurde im Jahre 1982 durch Klaus Beyer (gest. 2012) vom SV Holtland als Etappenlauf von „Leer bis ans Meer“ ins Leben gerufen und von ihm 25 Jahre lang organisiert. Seit dem 26. Ossiloop im Jahr 2007 wird der Ossiloop unter der organisatorischen Leitung von Edzard Wirtjes von Fortuna Logabirum veranstaltet. Der Name stammt von der scherzhaft für Ostfriesen gebrauchten Bezeichnung „Ossi“. „Loop“ ist hingegen die plattdeutsche Bezeichnung für „Lauf“.
Der Lauf wird in sechs Etappen absolviert, die jeweils dienstags und freitags gelaufen werden. Insgesamt beträgt die Strecke 64,7 Kilometer, wobei die Streckenabschnitte jeweils 9,8 bis 11,9 Kilometer betragen. Gelaufen wird meist auf dem Ostfriesland-Wanderweg, der ehemaligen Trasse der Kleinbahn Leer–Aurich–Wittmund. Die Laufrichtung wechselt zwischen dem Julianenpark in Leer (Start) bzw. dem Denkmalsplatz in Leer (Ziel) und dem Hafentor des Ostanlegers in Bensersiel (Start/Ziel). 2007 erfolgte erstmals eine individuelle elektronische Zeitnahme mit Hilfe des ChampionChip-Systems. Im Jahr 2020 fiel der reguläre Ossiloop aufgrund der COVID-19-Pandemie aus und wurde stattdessen als Ossiloop anners durchgeführt, bei dem die Teilnehmer jeweils für sich an den Etappentagen die jeweilige Streckenlänge laufen und über eine App erfassen. Die geänderte Durchführungsart führte zu einem neuen Teilnehmerrekord. Der Veranstalter hat sich deshalb entschlossen, den Ossiloop anners auch im Jahr 2021 und zusätzlich zum regulären Ossiloop anzubieten. Aufgrund der COVID-19-Pandemie wurde der reguläre Ossiloop auch 2021 abgesagt.
Der Ossiloop hat sich von seinen bescheidenen Anfängen zu einer anerkannten Großveranstaltung entwickelt. Im Jahre 2017 starteten über 3.029 Läufer, von denen knapp 2.429 alle sechs Etappen absolvierten. Neben zahlreichen Freizeitläufern sind auch die Läufer der ostfriesischen und auswärtigen Lauf-Elite vertreten. Inzwischen findet die Veranstaltung auch in der überregionalen Presse ihren Widerhall. Außerdem bildet der Ossiloop den Rahmen für den Krimi „Der Etappenmörder“ (2006 neu erschienen unter dem Titel „Der Tod läuft mit“) von Peter Gerdes.

## Etappen
Bis 2009 erfolgte der Lauf „von Leer bis ans Meer“. 2010 erfolgte der Lauf erstmals in umgekehrter Richtung (mit Start in Bensersiel und Ziel in Leer). Grund dafür ist das Wetter in Bensersiel, das häufig eine Abschlussfeier verhinderte. Dadurch verlängerte sich die letzte Etappe auf 13,6 Kilometer und ist damit nur etwas kürzer als die Königsetappe, die etwas verkürzt wurde. Der Zieleinlauf wurde in die Leeraner Innenstadt zum Denkmalsplatz verlegt. Eine Abstimmung im September 2010 unter den Teilnehmern 2009 und 2010, die in beide Richtungen gelaufen sind, ergab den Wunsch nach einem jährlichen Richtungswechsel.
„Von Leer bis ans Meer“
- 1. Etappe: Logabirum – Holtland (10,5 Kilometer)
- 2. Etappe (Klaus-Beyer-Etappe): Holtland – Stikelkamp (Gut Stikelkamp) (8,8 Kilometer)
- 3. Etappe (Mühlenetappe): Bagband – Holtrop (11,9 Kilometer)
- 4. Etappe: Aurich – Aurich (10,0 Kilometer)
- 5. Etappe (Harlingerlandetappe): Plaggenburg – Dunum (11,3 Kilometer)
- 6. Etappe: Dunum – Bensersiel (11,1 Kilometer)

Die größte Streckenänderung erfolgte im Jahr 2003, als das Ziel der 2. Etappe von Bagband nach Stikelkamp zum Gut Stikelkamp verlegt wurde. Die Streckenführung der Etappen ist sonst größtenteils unverändert.
Die zweite Etappe trägt zur Erinnerung an den Initiator des Laufes seit dem Jahr 2009 den Namen „Klaus-Beyer-Etappe“. Auf der Königsetappe, der längsten Etappe des Ossiloops, überquert man den Ostfrieslandäquator (). Die fünfte Etappe führt überwiegend durch einen grünen Tunnel.
„Vom Meer nach Leer“
- 1. Etappe: Bensersiel – Dunum (11,1 Kilometer)
- 2. Etappe: Dunum – Plaggenburg (11,9 Kilometer)
- 3. Etappe: Plaggenburg – Holtrop (14,0 Kilometer), später Sportplatz Egels - Marktplatz Aurich (9,6 Kilometer)
- 4. Etappe: Holtrop – Bagband (12,0 Kilometer)
- 5. Etappe: Gut Stikelkamp – Holtland (9,5 Kilometer), später 9,8 Kilometer
- 6. Etappe: Holtland – Leer (13,6 Kilometer), später Nortmoor - Leer (10,2 Kilometer)

„Ossiloop anners“
- 1. Etappe: 11,2 Kilometer
- 2. Etappe 11,5 Kilometer
- 3. Etappe 9,7 Kilometer
- 4. Etappe: 11,9 Kilometer
- 5. Etappe 9,8 Kilometer
- 6. Etappe: 10,2 Kilometer

## Die Gesamtsieger
| Jahr | Männer                           | Frauen                          | männliche Jugend     | weibliche Jugend     |
| ---- | -------------------------------- | ------------------------------- | -------------------- | -------------------- |
| 1982 | Melchert Stromann                | Hilde Bontjer                   | Henry Sluiter        | N.N.                 |
| 1983 | Johann Janßen                    | Hilde Bontjer                   | Peter Steinke        | N.N.                 |
| 1984 | Reinhard Ludwig                  | Ines Kluge                      | Peter Steinke        | N.N.                 |
| 1985 | Eduard Tjarks                    | Barbara Behrendt                | Wolfgang Meyer       | N.N.                 |
| 1986 | Harry Jürrens                    | Hilde Steinke, Barbara Behrendt | Wolfgang Meyer       | N.N.                 |
| 1987 | Stefan Bruns                     | Hilde Steinke                   | Jörn Menne           | N.N.                 |
| 1988 | Jörn Menne                       | Anke Watzema                    | Peter Steinke        | N.N.                 |
| 1989 | Eduard Tjarks                    | Hilde Steinke                   | Peter Steinke        | N.N.                 |
| 1990 | Gerhard Hinrichs                 | Irmgard Stromann                | Enno Heidergott      | N.N.                 |
| 1991 | Gerhard Hinrichs                 | Hilde Bontjer                   | Jan Lietzau          | N.N.                 |
| 1992 | Reinhard Ludwigs                 | Hilde Bontjer                   | Andreas Onken        | N.N.                 |
| 1993 | Peter Steinke                    | Hilde Steinke                   | Karsten Woltermann   | N.N.                 |
| 1994 | Frank Groen                      | Claudia Beyer                   | Maik Peyko           | N.N.                 |
| 1995 | Frank Groen                      | Claudia Beyer                   | Jan Waschkau         | N.N.                 |
| 1996 | Walter Kaderhandt, Peter Steinke | Hilde Steinke                   | Jan Waschkau         | N.N.                 |
| 1997 | Enno Heidergott                  | Claudia Beyer                   | Jan Woltermann       | N.N.                 |
| 1998 | Peter Steinke                    | Irmgard Hartmann                | Alwin Beitelmann     | Jana Junkmann        |
| 1999 | Peter Steinke                    | Dagmar Gumbrecht-Vinke          | Henning Bach         | Inga Jürrens         |
| 2000 | Peter Steinke                    | Gerda Sawatz                    | Holger Lammers       | Claudia Boekhoff     |
| 2001 | Enno Heidergott                  | Dagmar Gumbrecht-Vinke          | Gerd Wolzen          | Henrike Grulich      |
| 2002 | Michael Mäschig                  | Inga Jürrens                    | Gerd Wolzen          | Andrea Manssen       |
| 2003 | Michael Mäschig                  | Inga Jürrens                    | Ino Geisemeyer       | Ann-Christin Heitner |
| 2004 | Holger Grigat                    | Irmgard Hartmann                | Eike-Hergen Berghaus | Sabrina Hoffmeister  |
| 2005 | Stephan Immega                   | Inga Jürrens                    | Eike-Hergen Berghaus | Martina Rückbrod     |
| 2006 | Stephan Immega                   | Kerstin Lüken                   | Marin Ornfjord       | Martina Rückbrod     |
| 2007 | Stephan Immega                   | Sonja Hoogestraat               | Martin Buss          | Jasmin Schmidt       |
| 2008 | Stephan Immega                   | Sonja Hoogestraat               | Hauke Köller         | Liza Brinkmann       |
| 2009 | Georg Dittrich                   | Eva Brinkmann                   | Hauke Köller         | Janna Fangmann       |
| 2010 | Stephan Immega                   | Inga Jürrens                    | Martin Buss          | Mareike Bruhnken     |
| 2011 | Stephan Immega                   | Inga Jürrens                    | Johannes Wiltfang    | Saskia Bohlken       |
| 2012 | Stephan Immega                   | Inga Jürrens                    | Gerd Jelto Severiens | Pauline Peters       |
| 2013 | Georg Dittrich                   | Inga Jürrens                    | Jann Penon           | Julia Duin           |
| 2014 | Georg Dittrich                   | Inga Jürrens                    | Jann Penon           | Luisa Kisch          |
| 2015 | Georg Dittrich                   | Heike Piotrowski                | Lukas Roßmann        | Luisa Kisch          |
| 2016 | Georg Dittrich                   | Tanja Schwarz                   | Lars Schwalm         | Tessa Roos           |
| 2017 | Andreas Kuhlen                   | Renate Kramer                   | Tammo Oldigs         | Nanke Smid           |
| 2018 | Andreas Kuhlen                   | Tanja Schwarz                   | Jannes Smid          | Katharina Saathoff   |
| 2019 | Andreas Kuhlen                   | Verena Coordes                  | Tom Ole Theilken     | Katharina Saathoff   |
| 2022 | Andreas Kuhlen                   | Katharina Saathoff              | Hendric Siebolds     | Merle Hamacher       |